# Уявне кохання
«Уявне кохання» (фр. Les amours imaginaires) — другий фільм канадського режисера, сценариста, продюсера та актора Ксав'є Долана, знятий у 2010 році.
Світова прем'єра стрічки відбулася 16 травня 2010 року на Каннському кінофестивалі в програмі «Особливий погляд».

## Сюжет
Франсіс і Марі — близькі друзі. Одного разу вони зустрічають Ніколя — молодого сільського хлопця, котрий щойно приїхав до міста. Кожна їх зустріч затьмарюється реальними та вигаданими знаками, і двоє друзів стають одержимі фантазіями… Небезпечний любовний поєдинок загрожує розладнати дружбу, яку вони вважали непорушною.

## У ролях
- Ксав'є Долан — Франсіс
- Монія Шокрі — Марі
- Нільс Шнайдер — Ніколя
- Енн Дорваль — мати Ніколя
- Луї Гаррель — гість на вечірці

## Нагороди
Загалом стрічка отримала 4 нагороди, зокрема:
- Каннський кінофестиваль (2010)
  - Приз молодого журі
- Сіднейський кінофестиваль (2010)
  - Головний приз
- Міжнародний кінофестиваль у Гемптоні (2010)
  - Найкраща операторська робота
- «Жютра» (2011)
  - Спеціальний приз фільмові, що досяг найбільшого успіху за межами Квебеку

## Номінації
Загалом стрічка отримала 8 номінацій, зокрема:
- Каннський кінофестиваль (2010)
  - Приз програми «Особливий погляд»
- «Джіні» (2010)
  - Найкраще досягнення в режисурі
  - Найкраще досягнення в операторській справі
  - Найкраща акторка другого плану
  - Найкращий фільм
- «Жютра» (2010)
  - Найкращий режисер
  - Найкращий монтаж
  - Найкращий фільм

## Музика
- «Bang Bang» — Даліда
- «Pass This On» — The Knife
- «Exactement» — Vive la Fête
- «Jump Around» — House of Pain
- «Keep the Streets Empty for Me» — Fever Ray
- «Le Temps Est Bon» —  Isabelle Pierre
- «Cello suite No.1 Prelude in G - Major» —Йоганн Себастьян Бах
- «Cello suite No.3 Prelude in C - Major» — Йоганн Себастьян Бах

## Цікаві факти
- Сцена з дощем із маршмелоу є посиланням до фільму «Загадкова шкіра» Грегга Аракі.